# Dorothee Lebeda
Dorothee Lebeda (* 1967) ist eine deutsche Pflegewissenschaftlerin und Professorin für Pflegepädagogik mit dem Schwerpunkt Beratung an der Katholischen Hochschule Nordrhein-Westfalen, Abteilung Köln.

## Leben
Lebeda absolvierte eine Ausbildung als Krankenschwester, studierte Pflegewissenschaft und später Supervision. 2021 promovierte sie in Erziehungswissenschaften an der Universität Bielefeld bei Katharina Gröning.
Lebeda ist verheiratet.

## Schriften (Auswahl)
- Mitherausgeberin der Onlinezeitschrift Forum Supervision
- Beratung bei Pflegebedürftigkeit. Perspektiven für die klinische Sozialarbeit und Pflegeberatung im gesellschaftlichen Modernisierungsprozess. Dissertation Universität Bielefeld: Universitätsbibliothek Bielefeld, 2021.